# Маквон (Илиноис)
Маквон (енгл. Maquon) град је у америчкој савезној држави Илиноис.

## Демографија
По попису из 2010. године број становника је 284, што је 34 (-10,7%) становника мање него 2000. године.
| Група             | 2000.       | 2010.       |
| Белци             | 304 (95,6%) | 283 (99,6%) |
| Афроамериканци    | 0 (0,0%)    | 0 (0,0%)    |
| Азијати           | 2 (0,6%)    | 0 (0,0%)    |
| Хиспаноамериканци | 10 (3,1%)   | 1 (0,4%)    |
| Укупно            | 318         | 284         |